# Cultura di Erlitou

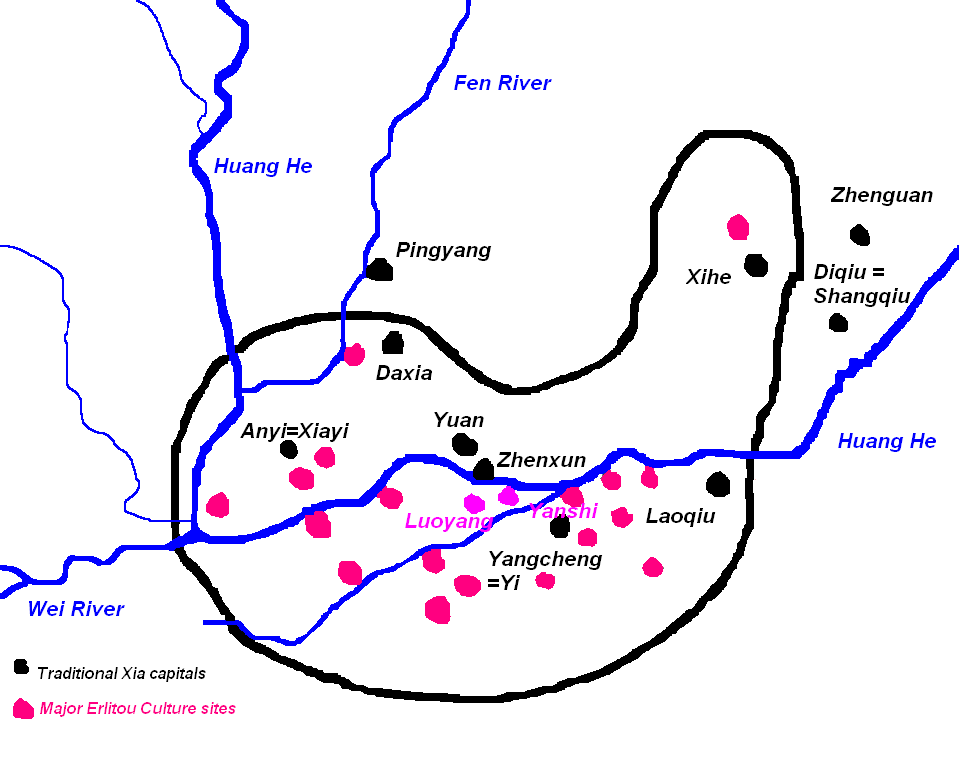
Diffusione della cultura di Erlitou

La cultura di Erlitou, (二里頭文化T, 二里头文化S, Èrlǐtou wénhuàP), è il nome dato dagli archeologi a una forma di società urbana dell'antica Età del bronzo che si sviluppò in Cina dal 2000 a.C. al 1500 a.C. 

Il nome deriva dal sito scoperto a Erlitou (二里頭村) nella contea di Yanshi, nella città di Luoyang, provincia di Henan. La cultura ebbe una vasta diffusione nell'Henan e nella vicina provincia di Shanxi, e fece la sua comparsa successivamente anche nello Shaanxi e nell'Hubei.
Gli archeologi cinesi tendono per lo più ad identificare la cultura di Erlitou come sito della dinastia Xia, mentre gli archeologi occidentali sono più dubbiosi al riguardo a causa della mancanza di evidenze scritte nella storia ufficiale della Cina.

## Scoperta
Il primo sito appartenente a questa cultura fu scoperto nel 1952 a Yucun ( 玉村 ), nel distretto di Dengfeng ( 登封 ), nell'Henan; il secondo sito fu scoperto nel 1956 nel tempio di Luoda (洛達廟) a Zhengzhou e venne indicato come stile di Luoda.  Nel 1959 ci furono i primi ritrovamenti a Erlitou e nel 1960 Xu Xusheng (徐旭生) identificò il complesso di palazzi di Yanshi, i più antichi fino allora scoperti, risalenti al periodo XVII-XIV secolo a.C., il che portò ad introdurre il concetto di cultura di Erlitou, nome a cui sono ora associati quasi un centinaio di siti. Nel 1988 Erlitou è stato dichiarato "Patrimonio culturale nazionale di prima importanza" per la Cina.

## Sviluppo

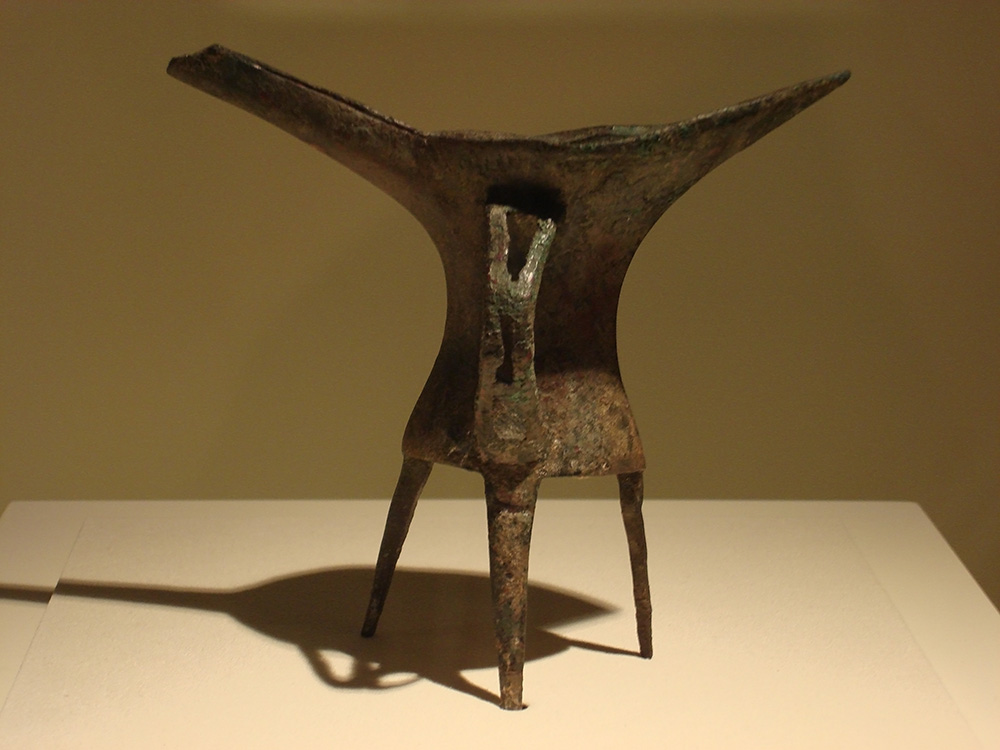
Un esempio di jue, tipico tripode in bronzo utilizzato per la mescita del vino per scopi rituali.

La cultura di Erlitou fu il più grande insediamento in Cina e forse in tutta l'Asia orientale, fino al 1500 a.C. È la prima capitale accertata della Cina, con la costruzione di palazzi e laboratori per la fusione del bronzo.
La cultura di Erlitou potrebbe essere un'evoluzione della cultura di Longshan. Si sviluppò inizialmente tra le provincie di Henan e Shanxi, per diffondersi successivamente anche nello Shaanxi e nell'Hubei. Erlitou potrebbe essere identificata come Zhēnxún, la capitale della dinastia Xia descritta dagli antichi storiografi, ma Xu Hong, responsabile del Gruppo Archeologico di Erlitou ritiene prematura questa attribuzione:
"Fu costruita dalla dinastia Xia o Shang? Sono necessari ulteriori scavi per contribuire alla soluzione definitiva e fornire altro materiale che permetta la periodizzazione delle due dinastie."
Erlitou divenne in breve un centro importante per la produzione di contenitori in bronzo per scopi rituali. Dopo l'ascesa della dinastia Shang, le sue dimensioni diminuirono, ma rimase un importante centro abitato durante la prima fase della nuova dinastia.
La città si trova lungo il corso del fiume Yi, un affluente del fiume Luo. Le sue dimensioni raggiunsero i 2,4 per 1,9 km, ma in seguito alle alluvioni sono rimasti attualmente solo 3 km2. I palazzi si trovano nella zona sud-est della città; il palazzo N. 3 è il più interessante ed era corredato di tre cortili disposti lungo un asse di 150 metri.

## Cronologia
Lo sviluppo della città di Erlitou viene suddiviso in sei fasi, di cui le prime quattro appartengono alla cultura di Erlitou, mentre le ultime due sono attribuite alla cultura di Erligang.
- Erlitou fase I: dimensioni di circa 100 ha.
- Erlitou fase II: le dimensioni salgono a 300 ha. L'area di un complesso di edifici di 12 ha è demarcata da quattro strade. Al suo interno si trovano il Palazzo 3 e il Palazzo 5. A sud del complesso di edifici si trova una fonderia per il bronzo.
- Erlitou fase III: dimensioni di 300 ha. Il complesso dei palazzi è circondato da un muro di due metri di spessore costruito in terra battuta a pisé. Vengono costruiti i Palazzi 1, 7, 8 e 9, mentre vengono abbandonati i Palazzi 3 e 5 che sono sostituiti dai Palazzi 2 e 4, di 4200 m2.
- Erlitou fase IV (1564-1521 a.C.): dimensione 300 ha. Viene costruito il Palazzo 6 come estensione del Palazzo 2 e vengono edificati i Palazzi 10 e 11.
- Fase Erligang inferiore (1600-1450 a.C.): inizia il declino.
- Fase Erligang superiore (1450- 1300 a.C.): Erlitou ritorna ad essere un villaggio di 30 ha e i palazzi vengono abbandonati.